# Fjelstrup Kirke
Fjelstrup Kirke ligger midt i landsbyen Fjelstrup ca. 9 km NNØ for Haderslev (Region Syddanmark).

## Eksterne kilder og henvisninger
- Wikimedia Commons har flere filer relateret til Fjelstrup Kirke
- Fjelstrup Kirke Arkiveret 20. september 2015 hos  Wayback Machine på KortTilKirken.dk
- Fjelstrup Kirke Arkiveret 18. oktober 2014 hos  Wayback Machine i bogværket Danmarks Kirker (udg. af Nationalmuseet)